# Наливной пол
Наливной пол (промышленный пол) — вид стяжки пола, использующий так называемые самовыравнивающиеся смеси. Особенностью наливного пола является минимально возможная толщина — 3,5 мм. Существуют, как минимум, два типа наливных полов: 
- финишное покрытие, которое впоследствии и является напольным покрытием,
- а также быстротвердеющая стяжка на цементной или гипсовой основе, используемая при подготовке покрытия для последующего устройства на нём напольного покрытия: штучного паркета, паркетной доски, линолеума, плитки и т. д.

При использовании правильной технологии налитый пол должен самостоятельно выровняться до идеально горизонтальной плоскости. Технология заливки наливного пола выгодно отличается от бетонирования стяжки высокой производительностью и малой трудоемкостью.

## Технология формирования компаундного наливного пола
1. Грунтование бетонного основания — полиуретановая или эпоксидная грунтовка;
2. Устройство заземляющего контура (в случае нанесения антистатического покрытия);
3. Нанесение покрытия (2 слоя) — полиуретановая эмаль или эпоксидный состав;
4. Армирование (засыпка кварцевым песком различных фракций) или декорирование;
5. Нанесение лицевого слоя — полиуретановая эмаль или эпоксидный компаунд.

## Технология выравнивания пола
Существует несколько видов наливных полов: на основе гипса, цемента или полимерного эпоксидного или полиуретанового вяжущего. Эпоксидные или полиуретановые полы применяют в основном в административных, торговых или производственных помещениях, в жилых помещениях довольно часто используют наливные полы на основе гипса или цемента под последующую отделку паркетом, ламинатом, линолеумом, керамической плиткой и т. д. Наливной пол выбирают в зависимости от вида помещения (сухое или влажное) и требуемой толщины выравнивания. Существуют тонко- и толстослойные наливные полы. Некоторые производители выпускают полы позволяющие выполнять выравнивание в широком диапазоне толщины.

### Подготовка основания
Для укладки пригодны все цементные, гипсовые и ангидритные основания с поверхностной прочностью не менее 150 кг на кв. см.
Поверхность должно очистить от пыли, масляных пятен, клея и других веществ, ослабляющих адгезию смеси с основой. Швы, стыки и трещины должны быть заделаны. На основание обязательно следует нанести ровным слоем грунтовку и просушить в течение 1—3 часов. По периметру помещения вдоль стен, а также вокруг колонн и других выступающих элементов и ниш рекомендуется закрепить демпферную ленту. На подготовленное основание устанавливают маяки, зафиксировав их на нужной отметке. Правильность установки маяков проверяется уровнем или нивелиром.

### Приготовление раствора
В ёмкость, содержащую 5—6 литров чистой холодной воды, засыпается один стандартный (25 кг) мешок сухой смеси и далее размешивается электромиксером или вручную в течение 3—5 минут до образования однородной текучей массы без комков, которая далее оставляется на 3-5 минут, после чего ещё раз перемешивается в течение 2 минут.
Внимание: переизбыток воды может понизить прочность и спровоцировать расслоение смеси.

### Производство работ
С помощью насоса или вручную равномерно распределить раствор по поверхности. При необходимости разровнять с помощью правила или Т-образной рейки. Для удаления воздушных пузырьков рекомендуется пройти поверхность игольчатым валиком сразу после заливки каждой порции растворной смеси. При устройстве стяжек на разделительном слое, а также на слабых основаниях толщина заливки смеси не должна быть менее 30 мм. В период твердения пола следует избегать сквозняков и попадания прямых солнечных лучей. Ходить по поверхности можно через несколько часов (в зависимости от вида наливного пола и, следовательно, скорости полного затвердевания). Последующие покрытия из дерева (паркетная доска, штучный паркет, фанера и т. д.) рекомендуется настилать не ранее чем через 7 суток в зависимости от условий высыхания и толщины слоя наливного пола. Необходимо учитывать инструкцию производителя напольного покрытия, сравнивания влажность основания с допусками по величине. Керамическую плитку, керамогранит, природный камень и т. д. рекомендуется укладывать не ранее чем через 3 суток после наливки пола.

## Места применения
Список мест применения очень широк: от квартир и офисов, до специализированных производств с экстремальными нагрузками на покрытие.
В зависимости от условий применения подбираются специализированные полимерные покрытия и соответствующие материалы.